# Non c'è più posto per le belve
Non c'è più posto per le belve (Kein Platz für wilde Tiere) è un documentario del 1956 diretto da Bernhard e Michael Grzimek.
È stato presentato in concorso alla 6ª edizione del Festival di Berlino, dove ha ricevuto l'Orso d'oro e il premio del pubblico come miglior documentario.

## Trama
Attraverso immagini suggestive della fauna africana e del suo habitat, il documentario vuol essere un monito per la salvaguardia di paesaggi naturali in gran parte ancora incontaminati e contro il massacro indiscriminato degli animali selvaggi.

## Date di uscita
- Germania Ovest (Kein Platz für wilde Tiere) - 3 luglio 1956
- Danimarca (Ingen plads for vilde dyr) - 22 marzo 1957
- Svezia (Ingen plats för vilda djur) - 4 aprile 1957
- Finlandia (Ei tilaa villieläimille) - 21 novembre 1958

## Riconoscimenti
1956
- Festival internazionale del cinema di Berlino
Orso d'oro per il miglior documentario
Grande targa d'oro, premio del pubblico (documentari)
- Deutscher Filmpreis
Certificato di riconoscimento per il miglior film culturale